# Rudolf Helm
Rudolf Wilhelm Oskar Helm (* 2. März 1872 in Berlin; † 29. November 1966 in Kiel) war ein deutscher Klassischer Philologe.

## Leben

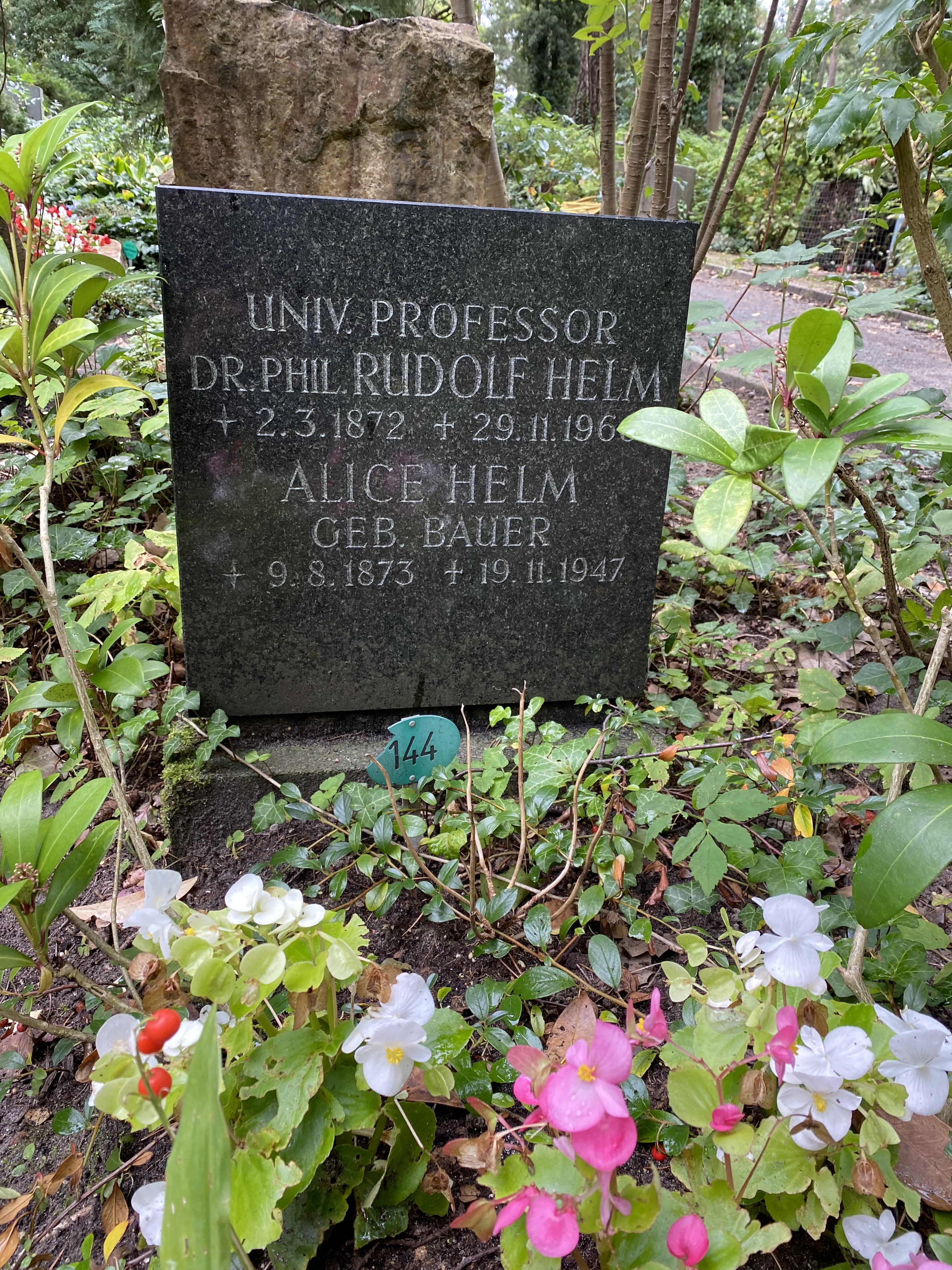
Grabstätte Rudolf Helm

Rudolf Helm studierte ab 1889 Klassische Philologie an der Universität Berlin und wurde 1892 bei Johannes Vahlen mit einer Dissertation über das Epos Thebais von Statius promoviert (De P. Papinii Statii Thebaide). Nach dem Studium unternahm er 1893/94 Reisen durch Italien und Griechenland mit dem Reisestipendium des Deutschen Archäologischen Instituts und unterrichtete für kurze Zeit als Hilfslehrer. 1897 wurde er auf die neu eingerichtete Assistentenstelle am Institut für Altertumskunde der Berliner Universität berufen. Ulrich von Wilamowitz-Moellendorff, der im selben Jahr aus Göttingen gekommen war, hatte die Einrichtung dieser Stelle bei der Universitätsleitung durchgesetzt. Als Assistent gab Helm Lehrveranstaltungen, verwaltete die Institutsbibliothek und war fachlicher Ansprechpartner für die Studenten. Der Akademisch-Philologische Verein Berlin im Naumburger Kartellverband ernannte ihn zum Ehrenmitglied. Bereits 1899 erreichte Helm seine Habilitation und damit die Ernennung zum Privatdozenten. Die Assistentenstelle wurde neu ausgeschrieben und 1900 an Richard Heinze vergeben.
Nach sieben Jahren als Privatdozent in Berlin wurde Helm 1907 als außerordentlicher Professor an die Universität Rostock berufen. Als sein Kollege Otto Plasberg 1909 an die Karls-Universität nach Prag wechselte, wurde Helm zum ordentlichen Professor ernannt. 1920 nahm Helm als Mitglied eines gegen die Republik gerichteten Zeitfreiwilligenregiments am Kapp-Putsch teil. Deswegen wurde auch kurzzeitig wegen Hochverrats gegen ihn ermittelt. Aber schon im Juli 1920 wurde Helm zum Rektor der Universität Rostock bestimmt, was er bis 1922 blieb. Während der Zeit des Nationalsozialismus wurde er aufgrund der jüdischen Herkunft seiner Frau im Jahr 1937, in dem ohnehin seine Emeritierung erfolgt wäre, zwangsweise in den Ruhestand versetzt (und erhielt damit geringere Bezüge denn als Emeritus). Sein Lehrstuhl wurde durch Andreas Thierfelder vertreten, der 1938 zum außerordentlichen Professor ernannt wurde.
Nach dem Ende des Zweiten Weltkriegs erhielt Helm 1947 seine Professur zurück und lehrte einige Jahre als Emeritus in Rostock sowie an der Universität Greifswald. Zu seinem formalen Nachfolger wurde 1948 Werner Hartke berufen. 1953, im Alter von 81 Jahren, trat Helm in den Ruhestand und zog nach Berlin-Charlottenburg. In seinen letzten Lebensjahren widmete er sich ganz seiner Forschungsarbeit.
Rudolf Helm starb 94-jährig auf einer Reise in Kiel und wurde in Berlin-Wilmersdorf eingeäschert. Die Beisetzung erfolgte auf dem Friedhof Heerstraße in Charlottenburg im heutigen Ortsteil Westend (Grablage: II-Ur 3-144).
Seine Tochter Ilse Warkentien geb. Helm (1889–1988) leitete mit ihrem Mann die Universitätsbuchhandlung Warkentien in Rostock bis zu ihrer Schließung in der DDR-Zeit.
Seine Tochter Dorothea „Dörte“ (1889–1941) wurde als Malerin und Grafikerin bekannt.
Seine Tochter Dr. Ursula Makowski geb. Helm studierte Pharmazie und arbeitete als Apothekerin in einem Berliner Krankenhaus.

## Leistungen
Rudolf Helm war hauptsächlich Latinist. Sein Forschungsschwerpunkt war die römische Literatur seit dem 1. Jahrhundert v. Chr., besonders zur Kaiserzeit und in der Spätantike. Zu Beginn des 20. Jahrhunderts beschäftigte er sich mit dem griechischen Satiriker Lukian von Samosata, dessen Werk er als Bearbeitung der (nicht erhaltenen) Satiren des Menippos von Gadara sah. Helms zentrale Schriften in diesem Bereich sind seine Aufsatzreihe Lucian und die Philosophenschulen, seine Monografie Lucian und Menipp und der Artikel Lukianos in Paulys Realencyclopädie der classischen Altertumswissenschaft. Helms Positionen zu Lukian sind heute teilweise überholt.
Helms lebenslange Beschäftigung mit dem antiken Roman mündete in seine Schrift Der antike Roman. Das damals grundlegende Werk ist heute durch Niklas Holzbergs Monografie Der antike Roman. Eine Einführung weitgehend ersetzt.
Helm veröffentlichte außerdem Übersetzungen der Dichter Horaz, Catull, Martial, Tibull und Properz und die kritische Ausgabe der Metamorphosen, Apologia und Florida des Apuleius in der Bibliotheca Teubneriana (1908/1931, 1910).